# Домбрувно
Домбрувно (пол. Dąbrówno), Гильгенбург (нем. Gilgenburg) — деревня в Польше, расположенная на берегах озера Домброва-Велька (пол. Dąbrowa Wielka) в Мазурах, Центр гмины Домбрувно, Острудского повята Варминско-Мазурского воеводства. В 1,5 км от деревни расположен курорт.

## История
Недалеко от деревни находятся развалины замка, в котором, по неподтверждённым данным, польский король Владислав II Ягайло провёл ночь, когда следовал на историческую битву при Грюнвальде в 1410 г.
 В 8 км находится само поле битвы, а также монумент победы.
С 1572 г. замок Гильгенбург и сам город находились во владении знатного прусского рода Финкенштейнов.

## Туризм
Имеется отреставрированный старый город, планетарий, музей Вармии и Мазур.
Возможны поездки по региону: в Нидзицу (рыцарский замок и старый город), замок тевтонских рыцарей в Мальборке), Ольштын (столица региона), Ольштынек (музей архитектуры под открытым небом).
Летом можно совершить круиз по Эльблонгскому каналу из Оструды в Эльблонг. Путь длится около 12 часов.